# Гребениківська культура
Гребениківська культура – група споріднених пам'яток пізнього мезоліту Північно-Західного Надчорномор'я.
Датуються пізнім мезолітом — VII—VI тисячоріччя до Р.Х.

## Поширення
Відомо декілька стоянок гребениківської культури. Вони виявлені у степовій смузі Надчорномор'я між гирлом Дунаю пониззям Прута на заході та Інгульцем на сході. На півночі пам'ятки проходить по долині Кодими, лівої притоки Богу. Найрясніша за ними Одеська  область. Також поширені на півдні Молдавії та у частині Миколаївської області. 

## Стоянки
Переважна більшість стоянок гребениківського типу обстежено лише в процесі розвідок, під час яких зібрано матеріал й проведені шурфування. Стоянки розташовані на берегах річок й схилах балок, іноді досить високо над рівнем їх русел. 
Серед найвідоміших стоянок Мирне (площа розколу 1807 м2), Гіржове, Гребеники, Доброжани, Орлівка, Цибулівка, Царинка, Познанка, Казанка, Довжанка, Карпове та інші. 

## Господарка
Фауністичні рештки на стоянках свідчать, що гребениківська людність полювала на копитних лісостепу та степу — тура, коня, меншою мірою сайгака, віслюка, а також деяких лісових тварин (олень, кабан).

## Вироби
Характерна специфічним крем'яним інвентарем, якому властиві численні трапеції на перетинах правильних пластин, відтискна техніка розколювання кременю, плоскі, одноплощинні нуклеуси, численні "нігтьові" скребачки на невеликих відщепах, відсутність різців.
Гребениківська культура помітно відрізняється від пізньої середньокам'яної доби Криму численнішими сколовими заготівками при виготовленні знарядь (платівко-сколовий показник 0,7). Скребки виготовлялися майже виключно зі сколів; різців дуже мало; Різцово-скребковий показник мінімальний для середньокам'яної доби взагалі (0,01). Серед геометричних мікролітів найважливе місце займають трапеції; мікролітичний показник яких 0,1, тобто. роль негеометричних мікролітів мінімальна.
Основним матеріалом вивчення гребениківської культури є кремінь, тому що  кістяні вироби погано збереглися. Велику роль у господарстві займали скребки, які іноді складають половину усіх знарядь. Виготовлялися вони майже виключно зі сколів; за формою округлі, під округлі кінцевобічні та інше. Друге місце серед крем'яних виробів зазвичай займають трапеції невеликих розмірів, симетричні середньовисокі, сформовані за допомогою крутої крайової ретуші [Станко, 1966, 1971, 1972, 1983].

## Походження
Крем'яний інвентар має аналогії в пізньому мезоліті та ранньому неоліті Нижнього Подунав'я та Балкан. Це дає підстави вважати, що культура постала внаслідок просування мігрантів із Балкано-Дунайського регіону на Одещину. 
Домішки матеріалів кукрецької культури (олівцеподібні нуклеуси, кукрецькі вкладні, мікрогравети, кістяні наконечники з пазами) свідчать, що мігранти застали у степовому Надчорномор'ї місцеву кукрецьку людність, з якою активно контактували. 
Гребениківці були першою протонеолітичною хвилею мігрантів із Балкан і Подунав'я у Південно-Західну Україну, яка передувала просуванню у регіон неолітичних землеробів культур Криш, лінійно-стрічкової кераміки, Кукутені-Трипілля.